# 初升的太阳

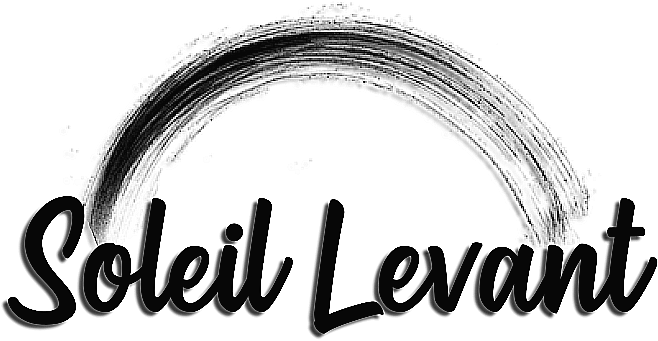
初升的太阳的法语版logo

《初升的太阳》（葡萄牙語：Sol Nascente）是由瓦尔特·内格朗、苏珊娜·皮里斯和儒利奥·费舍尔创作的巴西电视连续剧，于2016年8月29日至2017年3月21日在环球电视网播放。由焦万娜·安东内利、布鲁诺·加利亚索、拉菲尔·卡多索、弗朗西斯库·库柯、Aracy Balabanian、Marcello Novaes、亨利·卡斯泰利、吉安·皮埃尔·诺厄尔、克劳迪亚·奥纳、马塞洛·法里亚、路易斯·梅卢、马塞洛·梅卢·儒尼奥尔和莱蒂西亚·斯皮勒领衔主演。

## 演员
- 焦万娜·安东内利 饰演 爱丽丝·田中（Alice Tanaka）[1]
- 布鲁诺·加利亚索 饰演 马里奥·迪安吉利（Mario de Angeli）[2]
- 莱蒂西亚·斯皮勒 饰演 莱尼塔（Lenita）[3]
- Marcello Novaes 饰演 维托里奥（Vittorio）[4]
- 亨利·卡斯泰利 饰演 拉尔夫（Ralf）[5]
- 拉菲尔·卡多索 饰演 塞萨尔（César）[6]
- Aracy Balabanian 饰演 Geppina[7]
- 弗朗西斯库·库柯 饰演 加埃塔诺（Gaetano）[7]
- 路易斯·梅卢 饰演 田中一雄（Kazuo Tanaka）[8]
- 吉安·皮埃尔·诺厄尔 饰演 帕特里克（Patrick）
- 克劳迪亚·奥纳 饰演 洛雷塔（Loretta）[9]
- 马塞洛·法里亚 饰演 费利佩（Felipe）[10]
- 焦万娜·兰切洛蒂 饰演 米莱娜（Milena）[11]
- 马塞洛·梅卢·儒尼奥尔 饰演 蒂亚哥（Tiago）[12]
- 茹利亚娜·阿尔维斯 饰演 多拉（Dora）[13]